# 951 Гаспра
951 Гаспра (енгл. 951 Gaspra) је астероид главног астероидног појаса са средњом удаљеношћу од Сунца која износи 2,210 астрономских јединица (АЈ).
Апсолутна магнитуда астероида је 11,46 а геометријски албедо 0,179.
Сателит Галилеј (Galileo) је прошао близу астероида 1991.